# Bolo de batata-doce

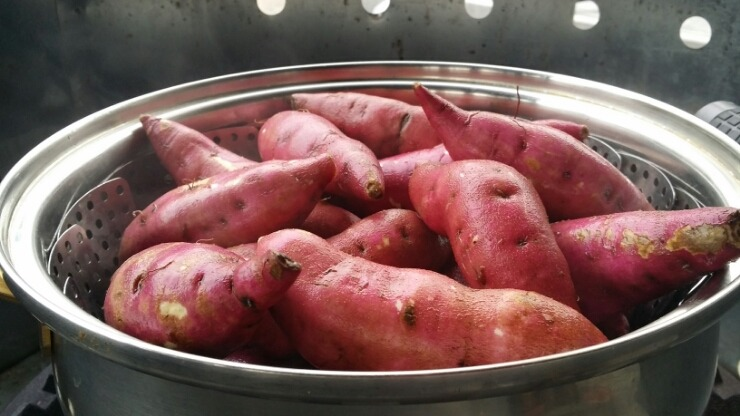
Batatas-doces cozidas

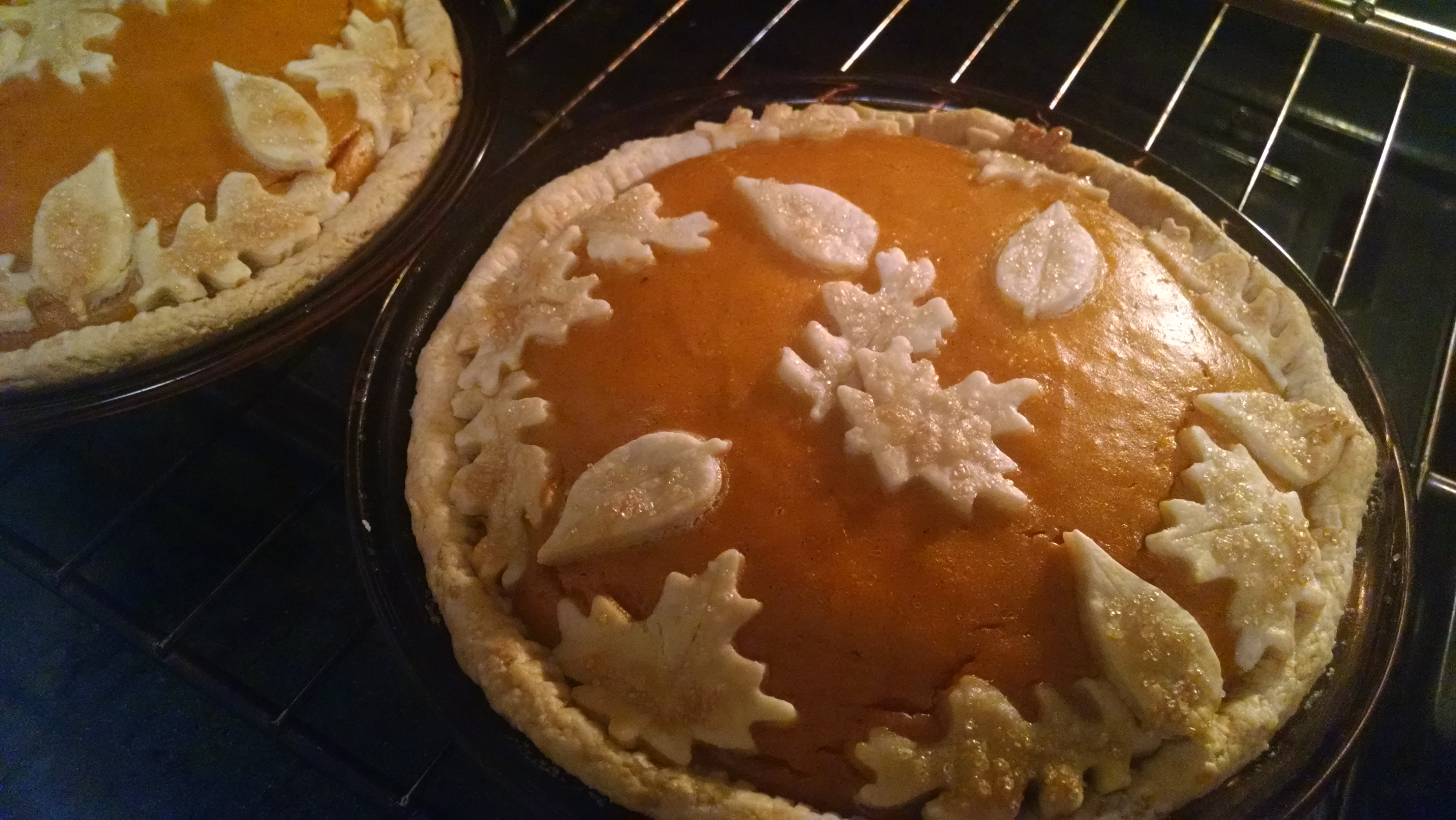
Tortas de batata-doce

Bolo de batata-doce é um bolo cujo principal ingrediente é a batata-doce cozida e amassada, ou farinha de batata-doce, podendo ter coco ralado como ingrediente opcional. Eventualmente, pode ser usado na produção de bolos sem glúten. Sua consistência pode ser firme ou cremosa.
É um prato típico da culinária brasileira consumido durante todo o ano.[carece de fontes?] Contudo, é tradicionalmente associado às festas juninas.